# Danse Macabre (Saint-Saëns)
Der Danse Macabre (dt. „Totentanz“), op. 40, ist eine sinfonische Dichtung des französischen Komponisten Camille Saint-Saëns.

## Instrumentierung
1 Piccoli
2 Flöten
2 Oboen
2 Klarinetten
2 Fagotte
4 Hörner
2 Trompeten
3 Posaunen
3 Pauken
1 Tuba
Xylophon
Große Trommel
Harfe
Becken
Triangel
Violine (solo)
Streicher

## Allgemeines

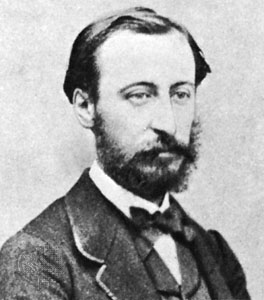
Saint-Saëns ca. 1875

Das Stück wurde 1872 im Hotel Fuentes im marokkanischen Tanger geschrieben, wo Saint-Saëns sich für längere Zeit aufhielt. In vielen Quellen wird angegeben, dass das Hotel am Zoco Chico, dem kleinen Markt, läge. Dort liegt es aber erst seit dem frühen 20. Jahrhundert. Zur Zeit der Komposition jedoch befand es sich in der Calle de los Cristianos. Ursprünglich war es ein Stück für Gesang und Klavier. Der Text stammte vom Schriftsteller Henri Cazalis. Erst zwei Jahre nach dieser Version, 1874, schrieb Saint-Saëns die Komposition für Orchester um, die menschliche Stimme wurde nun durch eine Solovioline „ersetzt“.
Das Werk ist Madame C. Montigny Remaury (1843–1913) gewidmet.
Neben der Version für Gesang und dieser für Orchester arrangierte Saint-Saëns das Stück auch für Violine und Klavier und für zwei Klaviere. Diverse Komponisten wie etwa Ernest Guiraud, Théodore Ritter, Edwin Lemare und Franz Liszt erstellten Transkriptionen für Orgel, Klavier zu vier Händen oder für Soloklavier. Auch auf dem Debütalbum der niederländischen Symphonic-Rock-Band Ekseption von 1969 ist eine Bearbeitung von Saint-Saëns’ Werk enthalten.

## Lied „Danse Macabre“

### Hintergrundinformationen
Das Lied Danse Macabre komponierte Saint-Saëns 1872 auf der Grundlage des Gedichtes Égalité, Fraternité von Henri Cazalis aus dem Jahr 1868. Das aus der Französischen Revolution kommende Motto „Égalité, Fraternité“ wird hier von Cazalis aufgefasst und neuinterpretiert. Zudem ist anzumerken, dass „im 19. Jahrhundert […] Klavierlieder mit Totentanzgedichten als Grundlage eine besondere Bedeutung ein[nehmen]“. Weitere Beispiele hierfür sind Der Tod und das Mädchen von F. Schubert aus dem Jahr 1817 und Goethes vertonter Totentanz aus dem Jahr 1826.

### Gedicht „Égalité, Fraternité“ von Henri Cazalis
| Zig et zig et zig, la mort en cadence Frappant une tombe avec son talon, La mort à minuit joue un air de danse, Zig et zig et zag, sur son violon. Le vent d’hiver souffle, et la nuit est sombre, Des gémissements sortent des tilleuls; Les squelettes blancs vont à travers l’ombre Courant et sautant sous leurs grands linceuls, Zig et zig et zig, chacun se trémousse, On entend claquer les os des danseurs, Un couple lascif s’asseoit sur la mousse Comme pour goûter d’anciennes douceurs. Zig et zig et zag, la mort continue De racler sans fin son aigre instrument. Un voile est tombé! La danseuse est nue! Son danseur la serre amoureusement. La dame est, dit-on, marquise ou baronne. Et le vert galant un pauvre charron— Horreur! Et voilà qu’elle s’abandonne Comme si le rustre était un baron! Zig et zig et zig, quelle sarabande! Quels cercles de morts se donnant la main! Zig et zig et zag, on voit dans la bande Le roi gambader auprès du vilain! Mais psit! tout à coup on quitte la ronde, On se pousse, on fuit, le coq a chanté… Oh! La belle nuit pour le pauvre monde! Et vive la mort et l’égalité! |

### Analyse
Das Gedicht handelt von zwei Liebenden, welche aufgrund der verschiedenen Gesellschaftsschichten ihre Liebe nicht öffentlich zeigen dürfen. Sie werden bei einem geheimen Treffen von dem beharrenden Geigenspiel des Todes unterbrochen. Wie zuvor definiert, stellen die zwei Liebenden die lebenden Personen in einer Risikosituation dar, während der Tod personifiziert wird und die Musik macht. Zudem wird auch die Umgebung detailliert beschrieben: Der Totentanz spielt sich bei Mitternacht auf einem dunklen, düsteren Friedhof ab.
Der Aufbau des Gedichts ist ein Strophenlied. Hierbei trennt die Phrase „Zig et zig et zig“ die Gedichtsabschnitte voneinander und leitet jede zweite Strophe mit immer der gleichen Melodie neu ein. Die einzige Ausnahme des streng dem Prinzip des Strophenlieds folgenden Gedichts zeigt sich in der letzten Strophe: Der Struktur folgend sollte eigentlich die bekannte Phrase „Zig et zig et zig“ mit der dazugehörigen Melodie erklingen, jedoch schreibt Cazalis hier: „Mais Psit! tout à coup on quitte la ronde.“ Die letzte Strophe greift die Endgültigkeit des Todesmotives wieder auf und auch Saint-Saëns stellt dies in enger Textarbeit musikalisch dar: Statt des bekannten Tanzmotives des Danse Macabre schreibt er hier für die Dauer von zwei Gedichtsversen als Gesangsmelodie nur einen Ton, der ebenso im Klavier als einziges Tonmaterial erklingt. Zudem ist vor dem Beginn der letzten Strophe ein kurzer Einschnitt zu hören. Sowohl der kurze Einschnitt als auch das „Ein-Ton-Motiv“ zeigen Saint-Saëns’ enge Textarbeit. Die Stille und das Düstere, Ungewisse des Todes werden hier durch die zuvor erläuterten Mittel musikalisch dargestellt.

## Orchestertranskription „Danse Macabre“

### Saint Saëns’ Motivation für die Transkription
Zwei Jahre nach Veröffentlichung der Liedversion des Danse Macabre entschied Saint-Saëns sich dazu, diese zu einer Version für Orchester mit Solovioline zu transkribieren. Dies war Saint-Saëns’ erste Transkription. Die genauen Beweggründe sind nicht bekannt, jedoch gibt es mehrere mögliche Erklärungen. Zum einen wurde die Melodie des Danse Macabre, in welcher Saint-Saëns Gebrauch vom „Dies irae“ macht, von Sängern oftmals als unsingbar kritisiert. Zum anderen zeigt sich im späteren Vergleich, dass das Lied Danse Macabre ein großes Entwicklungspotential zu einem deutlich umfassenderen Werk hat. Ein weiterer Grund für die Transkription könnte der sein, dass „die Tonkunst der Gegenwart […] von der Emanzipation der Instrumentalmusik beherrscht [wird]; […] sie hat plötzlich ihre Fesseln abgestreift und eine neue Welt erschlossen“. Saint-Saëns ist womöglich dem Prinzip gefolgt, bei welchem die Musik mit ihren eigenen Mitteln ohne jeglichen Text versucht, etwas musikalisch darzustellen.
Die ersten Reaktionen auf die Orchesterversion des Danse Macabre waren gemischt: „It seems that the piece was too outrageous for some and too discreet for others.“ Die kreative Instrumentierung, so zum Beispiel der Einsatz des Xylophons, wurde jedoch gelobt.

## Vergleich: Lied und Orchestertranskription

### Instrumentierung
Den offensichtlichsten Unterschied zwischen den zwei Versionen des Danse Macabre stellt die Instrumentierung dar: Das Lied ist sehr schlicht gehalten und wird von nur zwei Stimmen, Gesang mit Klavierbegleitung, musiziert. Saint-Saëns ersetzt die Gesangsstimme durch eine Solovioline und aus dem Klavier macht er ein voll besetztes Orchester. Aufgrund der deutlich größeren Besetzung ist die Orchesterversion im gesamten Stück vielseitiger und hat die Möglichkeit, weitere Soloinstrumente einzusetzen, so zum Beispiel das Xylophon.
Zudem lässt sich feststellen, dass die Solovioline den Tod klar personifiziert, wie es im Totentanz üblich ist, und somit den Tod als lebendige Gestalt, in Form des Violinisten, auf die Bühne bringt. In der Gesangsversion stellt der Solosänger eher eine Art Erzähler dar, da dieser an den Text gebunden ist und den Totentanz als Geschichte erzählt. Die Textgebundenheit des Sängers, beziehungsweise des Liedes, lässt sich von zwei Seiten betrachten: Zwar schränkt sie den Zuhörer in seiner Vorstellungskraft ein, da der Text ein klares Bild vorgibt und eine Geschichte erzählt, jedoch können die detaillierten Beschreibungen es dem Zuhörer auch erleichtern, dem Lied und seiner Geschichte zu folgen. Auf diesen Aspekt muss die Orchesterversion verzichten und daher mit anderen Mitteln dem Hörer den Totentanz übermitteln. Allerdings ist interessant, dass in vielen Partituren der Orchesterversion trotzdem Cazalis’ Gedicht, also der ursprüngliche Liedtext, gedruckt ist. In Bezug auf den Liedtext lässt sich bei der Orchesterversion erkennen, dass es Saint-Saëns hier an vielen Stellen gelingt, diesen auch ohne eine Gesangsstimme umzusetzen: Ein Beispiel hierfür findet sich in der Gedichtszeile „On entend claquer les os des danseurs“. Aufgrund dieses Textes setzt Saint-Saëns das Xylophon ein. Dieses spielt das Hauptthema des Danse Macabre und stellt das Klappern der Skelette musikalisch dar.
Neben dem Xylophon gibt es weitere neue Instrumente, die Saint-Saëns in der Transkription sinnvoll eingesetzt hat, so zum Beispiel direkt zu Beginn die Harfe. Anders als das Lied beginnt die Orchesterversion mit zwölf punktierten halben Noten „d“ der Harfe. Diese können als zwölf Glockenschläge um Mitternacht gesehen werden und sollen eine gewisse Distanz zu dem Lied schaffen. Dieses Distanzschaffen direkt zu Beginn des Stückes zeigt, dass Saint-Saëns das Lied hinter sich lassen und daraus etwas deutlich Umfassenderes schaffen möchte.
Ein weiteres Beispiel für den rein instrumental umgesetzten Text zeigt sich in der auf Saint-Saëns’ Vorgabe hin verstimmten Geige: Anstelle von den auf einer Geige normalerweise gestimmten Seiten „a“ und „e“ soll die Solovioline beim Danse Macabre auf eine verminderte Quinte, also mit den Tönen a und es, stimmen. Diese „falsche“ Stimmung verdeutlicht erneut, dass die Violine den Tod personifiziert. Zudem lässt sich hier an der Gedichtszeile „la mort continue / de racler sans fin son aigre instrument“ eine weitere musikalische Textarbeit erkennen: Das „schrille Instrument“ setzt Saint-Saëns wortwörtlich mit einer „schrillen“ beziehungsweise verstimmten Violine um. Diese Umsetzung des Gedichtes macht es dem Hörer viel deutlicher und verständlicher, was mit einem „schrillen Instrument“ gemeint ist. Zwar erklingt das Motiv der verminderten Quinte auch in der Liedversion des Danse Macabre, durch das Klavier, jedoch hat es eine deutlich verstärkte und andere Bedeutung, wenn diese von der Violine, also dem personifizierten Tod selbst, gespielt wird. Hierbei spricht man häufig auch vom Tod, der seine Geige stimmt.
Letztendlich lässt sich sagen, dass das Lied eine simple Aufteilung in Sologesang mit Klavierbegleitung liefert, bei welcher man einen klaren Überblick behält und der Geschichte, die in den Gedichtsversen erzählt wird, folgen kann. Jedoch schafft es die Orchestertranskription, diese Geschichte ohne jeglichen Text und stattdessen mit einem breiten Spektrum an Instrumenten und musikalischen Mitteln darzustellen. Zudem stellt sie die für den Totentanz entscheidende Todespersonifizierung auf der Bühne dar und vermittelt dem Hörer in Bezug auf die Instrumentierung somit eine deutlich umfassendere und bildlichere Vorstellung des Totentanzes.

### Motivische Arbeit
Der Danse Macabre lässt sich, sowohl als Klavierlied als auch als Orchesterwerk, in vier häufig vorkommende Motive beziehungsweise Themen aufteilen. Im Folgenden werden zwei dieser Motive genauer erläutert. Diese werden definiert als „Motiv der verminderten Quinte“ und als „Walzermotiv“.
Das in beiden Versionen direkt zu Beginn erklingende Motiv der „verminderten Quinte“ leitet immer einen neuen Abschnitt ein und ist in beiden Versionen einem bestimmten Instrument zugeordnet: Im Lied erklingt das Motiv im Klavier und in der Orchesterversion wird es von der verstimmten Solovioline gespielt. Ein weiterer Punkt, der in beiden Versionen gleich ist, ist der, dass das Motiv der „verminderten Quinte“ immer in verschiedenen Varianten vorkommt und nie ein zweites Mal genau gleich erklingt. Allerdings hat es, wie im Abschnitt zuvor bereits erläutert, bei der Transkription eine andere und in mancher Hinsicht „makaberere“ Bedeutung als beim Klavierlied. Zudem fällt auf, dass Saint-Saëns bei der Orchesterversion mehr mit diesem Motiv arbeitet, wie sich ab Takt 309 zeigt: Hier widmet er dem Motiv einen Abschnitt von 13 Takten, in welchen dieses von den Streichern und den tiefen Holzbläsern auf verschiedenen Tonstufen variiert wird. Dieser Abschnitt verstärkt die Bedeutung des Motivs „der verminderten Quinte“ in der Transkription im Vergleich zum Lied.
Das „Walzermotiv“, beziehungsweise die Walzerbegleitung, zieht sich fast durch das gesamte Stück und stellt das für den Totentanz typische Tanzmotiv dar. Während die Walzerbegleitung bei der Liedversion des Danse Macabre durchgehend in der linken Hand des Klaviers erklingt, verhält es sich bei der Orchesterfassung etwas unübersichtlicher: Hier findet sich das Walzermotiv hauptsächlich in den Streichern und streckenweise auch in den Bläsern. Jedoch verschwindet dieses ab der Fuge in Takt 137 vollständig und wird auch bei der Reprise nicht mehr wiederaufgenommen.
Allgemein ist zu erkennen, dass sich Saint-Saëns bis zum Einstieg der Fuge sehr eng am Aufbau der Liedversion orientiert hat. Mit dem Einsatz der Fuge beginnt ein bei der Transkription komplett neu geschriebener Abschnitt, in welchem Saint-Saëns mit den verschiedenen Themen und Motiven des Danse Macabre arbeitet, sie variiert und auch übereinanderlegt. Hierbei fällt auf, dass der neue Abschnitt, bestehend aus fünf Teilen, sogar länger ist als der erste Abschnitt, welcher sich noch an der Liedversion orientiert hat. Es zeigt sich also, dass Saint-Saëns bereits beim Aufbau des Stückes eine deutliche Distanz schafft. Zudem ermöglicht der neue Abschnitt ab Takt 137 dem Orchesterwerk auch eine gewisse Unabhängigkeit zum Lied.
Die einzige Ausnahme der motivischen Arbeit im neuen Abschnitt des Danse Macabre macht das Walzermotiv, da auf dieses komplett verzichtet wird. Stattdessen spielen die Streicher, welche zuvor hauptsächlich für die Begleitung oder nur im Wechselspiel mit der Solovioline eingesetzt wurden, nun thematisch bekanntes Material und lassen den Hörer zwischenzeitlich die Solovioline fast vergessen. Besonders die ersten Violinen scheinen an manchen Stellen die Solovioline zu ersetzen, da sie einen besonders hervorstechenden und virtuosen Notentext haben. Ein Beispiel hierfür findet sich ab Takt 237: Die ersten Violinen spielen eine sich auf- und abwärtsbewegende chromatische Tonleiter in Sechzehntelnoten. Dazu erklingt in den restlichen Streichern eine Variation des Hauptthemas. Das Fehlen der Solovioline beziehungsweise das „Ersetzen“ dieser durch die ersten Violinen ist im in der Orchesterversion neugeschriebenem Abschnitt keine Seltenheit.